# 레디파스비르
레디파스비르(개발명 GS-5885)은 C형 간염 치료제로 길리어드 사이언스에 의해 개발되었다. 3상 임상시험을 마치고, 2014년 2월 10일 길리어드는 미국 허가를 위해서 유전자형 1 C형 간염에 대한 레디파스비르/소포스부비르의 고정 용량 복합제에 대한 자료를 제출했다. 레디파스비르/소포스부비르 복합제는 C형 간염 바이러스(HCV)의 복제를 직접적으로 방해하는 항바이러스제이다. 이 복합제는 PEG-인터페론 또는 리바비린 없이 유전자형 1a형 또는 1b형 간염 환자에게 적용될 수 있다.
레디파스비르는 C형 간염 바이러스 NS5A 단백질의 저해제이다.

## 의학적 사용
레디파스비르는 일반적으로 유전자형 1 C형 간염에 소포스부비르와 복합제로 사용된다. 이 의약품은 치료에 반응하지 않고, 치료 경험이 있는 환자에게 시험되었고, 효과를 보였다.